# Pseudicius manillaensis
Pseudicius manillaensis is een spinnensoort uit de familie springspinnen (Salticidae). De soort komt voor in de Filipijnen.